# 배승민
배승민(裵勝民, 1998년 10월 13일 ~ )는 대한민국의 보이 그룹 골든차일드의 리드보컬을 맡고 있다.

## 학력
- 진만초등학교 (졸업)
- 신창중학교 (졸업)
- 성덕고등학교 (졸업)
- 백석예술대학교 실용음악 (재학)[1]

## 음반 외 활동 목록

### 라디오
| 일시   | 기간     | 방송사        | 프로그램명                  |
| ------ | -------- | ------------- | --------------------------- |
| 2018년 | 2월 8일  | 아리랑 라디오 | 《K-Poppin'》               |
| 2018년 | 2월 14일 | KBS 쿨FM      | 《이홍기의 키스 더 라디오》 |